# Grigorij Plinokos
Grigorij Pawłowicz Plinokos (ros. Григорий Павлович Плинокос, ur. w październiku 1896 w stanicy Niżniednieprowsk w guberni jekaterynosławskiej, zm. 13 stycznia 1938 w Swierdłowsku) – radziecki działacz partyjny i państwowy.

## Życiorys
Od grudnia 1914 do kwietnia 1918 służył w rosyjskiej flocie, 1917 wstąpił do Partii Lewicowych Eserowców, od września 1920 do lipca 1921 był pomocnikiem naczelnika głównego portu morskiego Sewastopola. Od 1921 należał do RKP(b), od lipca 1921 do stycznia 1923 był zastępcą przewodniczącego Komitetu Wykonawczego Sewastopolskiej Rady Okręgowej i Miejskiej, potem zastępcą przewodniczącego i do stycznia 1924 przewodniczącym Komitetu Wykonawczego Jałtańskiej Rady Okręgowej. Od stycznia 1924 do marca 1925 był prokuratorem Okręgu Eupatoryjskiego, od marca 1925 do marca 1927 pomocnikiem prokuratora Krymskiej ASRR ds. nadzoru nad organami GPU, od marca 1927 do września 1928 przewodniczącym Komitetu Wykonawczego Teodozyjskiej Rady Rejonowej, a od września 1928 do września 1930 kierownikiem Wydziału Organizacyjnego CIK Krymskiej ASRR i jednocześnie zastępcą przewodniczącego CIK Krymskiej ASRR. Od września 1930 do marca 1932 był prokuratorem Krymskiej ASRR, od marca 1932 do marca 1934 pełnomocnikiem Komitetu ds. Przygotowania Produktów Rolniczych przy Radzie Komisarzy Ludowych ZSRR na Krymską ASRR, od marca 1934 do lutego 1936 pełnomocnikiem tego komitetu na obwód swierdłowski, od lutego 1936 do lipca 1937 zastępcą przewodniczącego, a od 11 stycznia do 20 lipca 1937 p.o. przewodniczącego Komitetu Wykonawczego Swierdłowskiej Rady Obwodowej.
10 lipca 1937 został aresztowany, następnie rozstrzelany podczas wielkiej czystki.